# Rhegmatophila
Rhegmatophila és un gènere de papallones nocturnes de la família Notodontidae.

## Llista d'espècies
- Rhegmatophila alpina (Bellier, 1881)
- Rhegmatophila aussemi Witt, 1981
- Rhegmatophila ricchelloi Hartig, 1939
- Rhegmatophila vinculum Hering, 1936

## Galeria

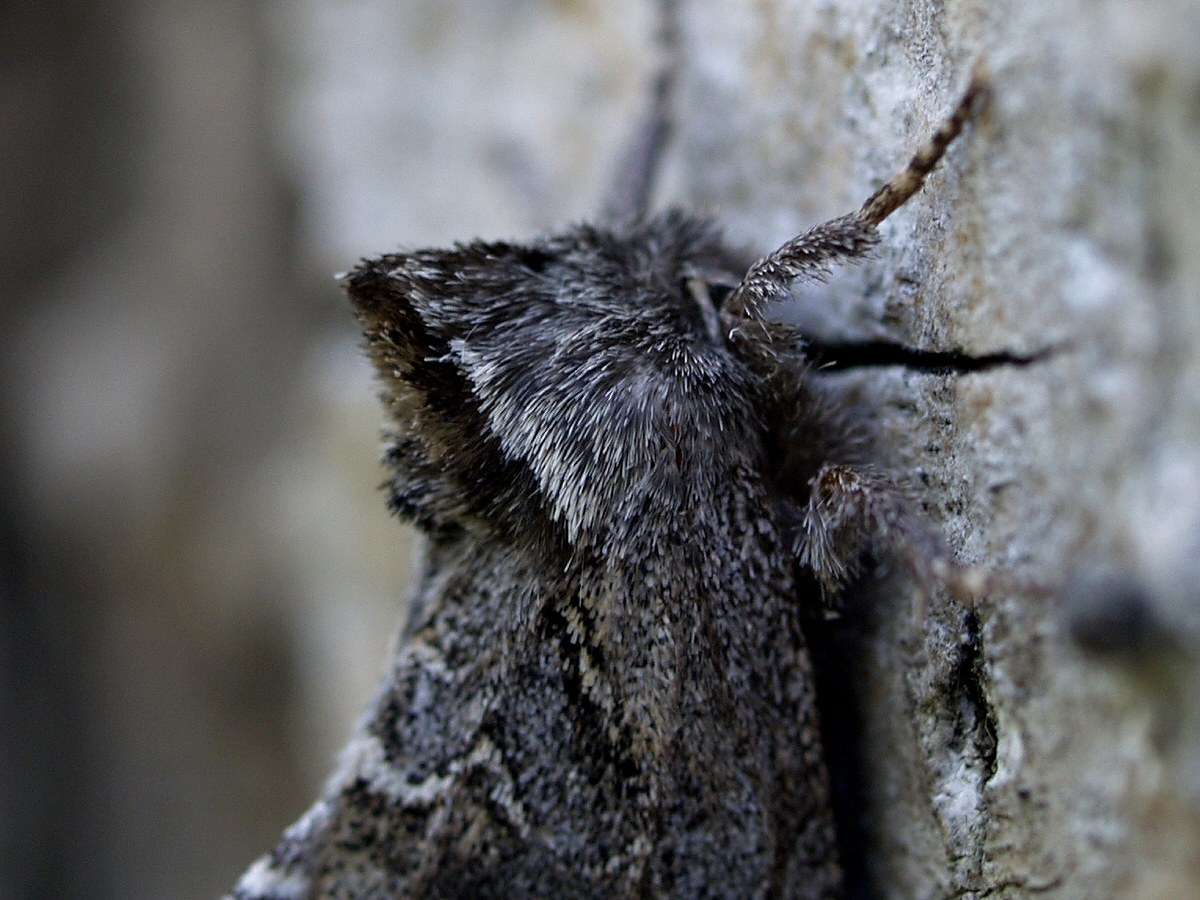
Rhegmatophila alpina detall
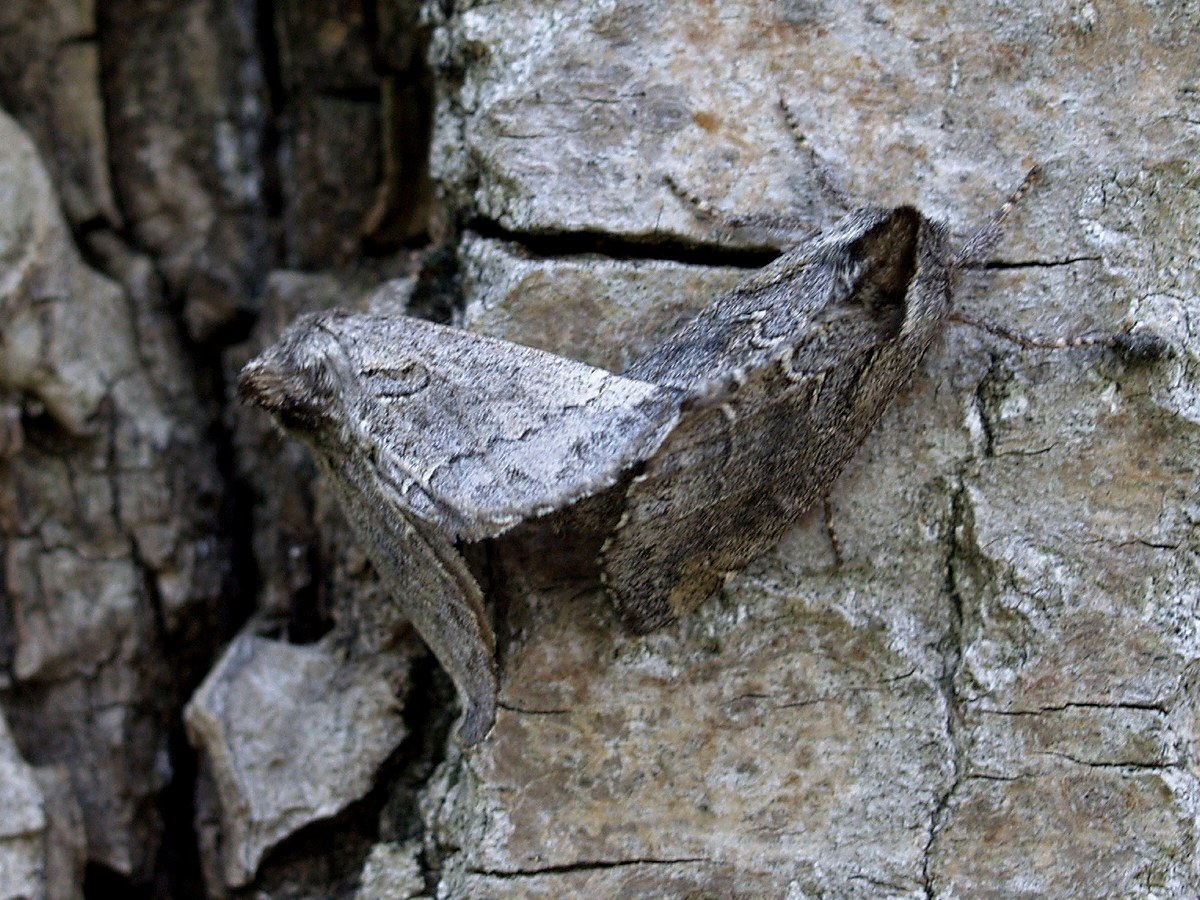
Rhegmatophila alpinacòpula
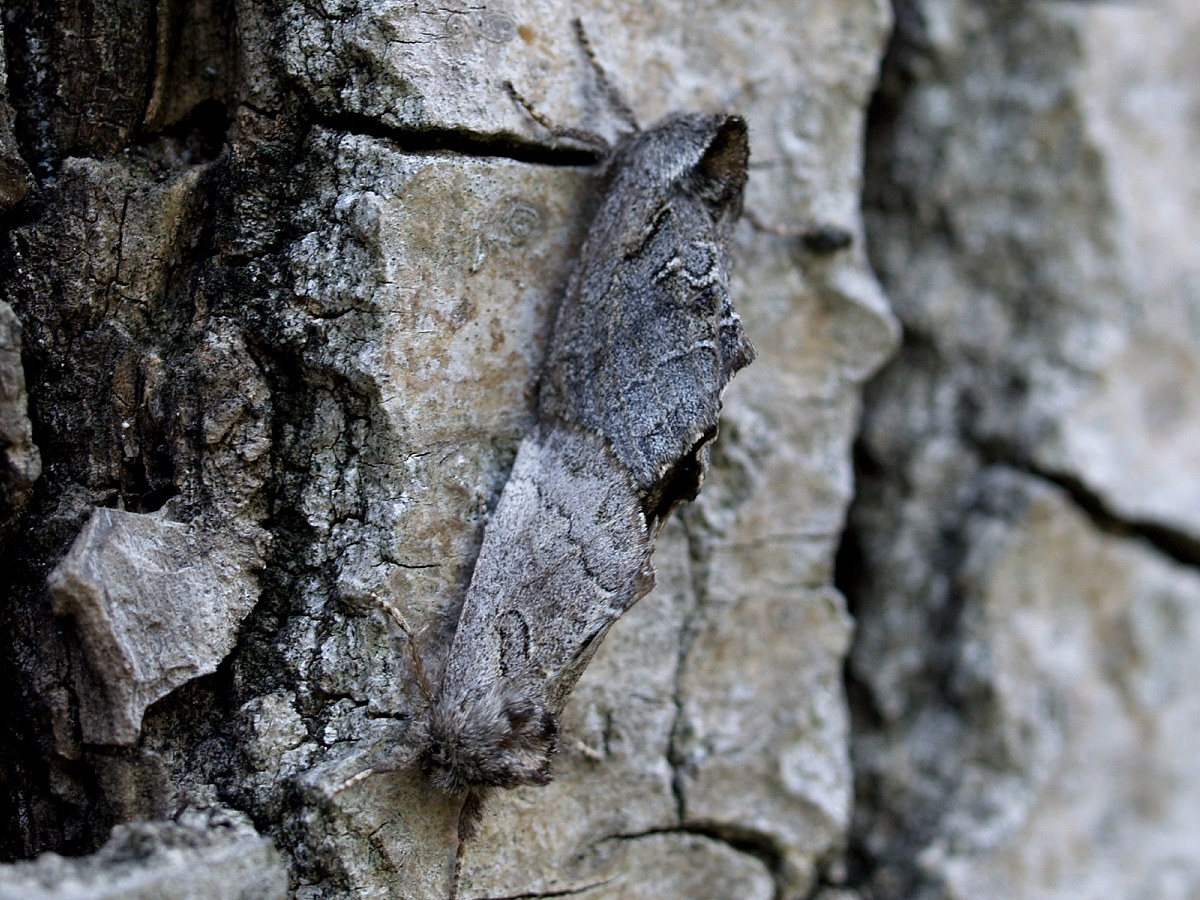
Rhegmatophila alpinacòpula